# Hôtel de Masseran
El hôtel de Masseran, legalmente hôtel de Beaumont es un hôtel particulier construida por el arquitecto Alexandre-Théodore Brongniart y ubicada en la rue Masseran, en el 7 distrito de París. Junto con el Hôtel de Montesquiou, rue Monsieur, y la Maison Brongniart, en la esquina del boulevard des Invalides y la rue Oudinot, es una de las muchas construcciones erigidas por el arquitecto en el barrio de los Invalides a finales del reinado de Louis XVI.

## Historia
Fue construido en 1787 por Carlo Sebastiano Ferrero Fieschi, Príncipe Masserano, en francés: Fiesque de Masseran, que le dio su nombre. Gran de España, miembro de la ilustre Casa genovesa de Fieschi, hijo de Vittorio Filippo Ferrero Fieschi, el príncipe Masserano y la princesa de soltera Carlota Luisa de Rohan, hija del duque de Montbazon, tuvo se casó con Adélaïde Augustine Joachime de Béthune - Chârost - Polonia en 1776; ver Apremont, nieta del rico financiero Louis Antoine Crozat. Por parte materna, el príncipe descendía de Charles-Emmanuel II de Saboya y también era primo del rey Louis XVI.
El arquitecto Brongniart, que vive a tiro de piedra de la casa que mandó construir en el Boulevard des Invalides y propietario del terreno en el que se levanta el hotel, sigue paso a paso la obra.
En 1836  fue adquirido por un banquero parisino de origen belga Louis François-Xavier De Clercq, que murió en 1838. Su esposa, nacida Henriette Crombez-Lefebvre, rara vez residía en la rue Masseran, prefiriendo su residencia en Oignies. Su hermano Louis Crombez era propietario al mismo tiempo del hotel vecino de Richepanse, en el 3 de la rue Masseran. En la segunda mitad del siglo XIX se creó un gran salón de estilo Louis XVI, en un estilo tan puro que durante mucho tiempo se consideró una creación original de Brongniart. Después de la muerte de M de Clercq en 1878, el hotel pasó a su hija, Berthe Aline Françoise Marie, condesa de Boisgelin a través de su matrimonio con Alexandre Marie de Boisgelin, luego a su yerno, el conde Karl Jacques Marie Théodore Bonnin de La Bonninière de Beaumont, esposo de Henriette Marie Berthe de Boisgelin.
Árbitro de la elegancia y de la mundanalidad durante casi medio siglo, su primogénito, el conde Étienne de Beaumont, amigo de Cocteau, mecenas de los ballets rusos de Serge de Diaghilev, Braque y Picasso, da célebres fiestas. En 1939, el Conde y la Condesa Étienne de Beaumont, en su mansión privada, organizaron el baile "Louis XIV", dando vida a todo el esplendor de Versalles. El hotel inspiró a Raymond Radiguet para preparar el escenario de su famosa novela, Le Bal du Comte d'Orgel. Con su esposa, Edith de Taisne, Étienne de Beaumont patrocinó películas y ballets de vanguardia y luego, después de la Segunda Guerra Mundial, fundó la " Asociación Franco-Americana que financia muchas exposiciones. Alojó a Marie Laurencin en uno de los pabellones de la corte. "Esta casita es la residencia de un poeta […]. Es encantador, como una casa de muñecas, todas las escaleras y rincones. Da a un patio donde hay árboles.
", como dijo Flora Groult. También alquiló el pabellón situado en la esquina de la rue Duroc al escultor estadounidense Jo Davidson.

Era una casa maravillosa. En la planta baja, a la izquierda de la entrada, había un gran salón iluminado por tres ventanas que daban al jardín y tres ventanas que daban a la calle. A la derecha había un comedor con frescos de Le Fauconnier. Arriba había una pequeña biblioteca, dormitorios y un baño, mientras que el último piso estaba reservado para los niños y su institutriz. Lo tomamos y lo amueblamos. […] Nos encantó nuestro nuevo hogar. Lo encontramos perfecto para el entretenimiento y los niños fueron a la escuela secundaria cercana

Tras la muerte del conde de Beaumont, que no tuvo hijos, el hotel fue adquirido por el barón Élie de Rothschild (1917-2007) y la baronesa, de soltera Liliane Fould-Springer. Estos hacen subir ahí en la sala dice " Boffrand », un conjunto de ebanistería ejecutado por los carpinteros Taupin, Le Goupil y Desgoulons entre 1720 y 1723 para el Hôtel de la Contesse de Parabère, place Vendôme, que perteneció al barón Fould-Springer, padre de la baronesa Liliane.
Fue grabado por Krafft.
En la década de 1970, los Rothschild lo vendieron al presidente de la República de Costa de Marfil, Félix Houphouët-Boigny, quien lo convirtió en su residencia parisina hasta su muerte. Todavía propiedad de la República de Costa de Marfil, siendo disputada por Hélène Houphouët-Boigny, hija adoptiva del presidente marfileño y considerada por los tribunales como su legítima heredera y quedando abandonado y en lento deterioro. En 2008, Costa de Marfil puso a la venta un centenar de muebles para financiar los trabajos de restauración: cómodas estampadas Jean-François Oeben y Jean-Henri Riesener, de la colección Charles Stein, pareja de fundas en marquetería de carey roja del período Louis XIV atribuidas a Gilles-Marie Oppenord, juego de asientos del período Louis XVI estampado Jean-Baptiste Sené, de las colecciones del rey Louis-Philippe Felipe I en el Château d'Eu, pareja de armarios bajos según un modelo de André-Charles Boulle, que perteneció a Jean-Baptiste Roslin  I, barón d'Ivry, pareja de popurrís de la colección del Conde Anatole Demidoff, Príncipe de San Donato, hieleras de porcelana dura de la Manufactura Imperial de San Petersburgo que formaban parte del servicio de la Gran Duquesa María Pavlona, etc.

## Arquitectura
Tiene una superficie construida de 3000 m2 y dispone de un parque de 8590 m2.
La fachada del jardín, visible desde el Boulevard des Invalides, está salpicada de pilastras adornadas con capiteles de orden corintio.
Con su jardín está clasificado como monumento histórico desde el 13 de agosto de 1946.